# Château de Sepmes
Le château de Sepmes est un monument classé privé situé dans la commune de Sepmes, dans le département d’Indre-et-Loire en région Centre-Val de Loire.
Dominant le vallon au sud du village de Sepmes, il ne reste aujourd’hui du château qu’un corps de logis principal flanqué de son pavillon à l’ouest. D’abord inscrit sur l’inventaire supplémentaire des monuments historiques le 6 janvier 1930, le château a fait l’objet d’un classement au titre des monuments historiques depuis le 26 mai 1977.
Le site a probablement accueilli un château plus ancien, sans toutefois avoir de preuves permettant de le certifier. Le château actuel semble avoir été élevé d’un seul tenant.

## Historique

### Du XIVe au XVIe siècle
Le château actuel de Sepmes remplacerait une ancienne forteresse dont l’emplacement n’est pas connu ; il est possible que des traces en subsistent dans les actuelles caves du château. En 1331, la châtellenie de Sepmes appartenait à Guillaume de Baygnan, en 1393 à Gilles de Baygnan, en 1400 à la famille Isoré, en 1454 à Antoine Guenand, chevalier marié à Marie Isoré, en 1460 à Gaucher d’Aloigny, qui eut une fille, Françoise, mariée vers 1479 à Jacques de Thais, conseiller et chambellan du roi Louis XI.
Jacques de Thais était fils d'autre Jacques de Thais, seigneur de Couzières en 1437 et de Nantilly, et de Catherine Isoré. Sa sœur Jeanne, femme de Louis de Menou, hérita de Couzières. Il eut pour fils Emery alias Mery de Thais, chevalier, seigneur de Sepmes, connu pour avoir eu un procès avec le seigneur de Sainte-Maure au sujet des litres funèbres qu’il avait fait peindre dans l’église de Sepmes. Le 5 juin 1506, il rendit hommage au seigneur de Sainte-Maure pour la terre de Sepmes. Le 14 janvier 1513, il fut condamné à payer les loyaux aides à Guillaume de La Marck, seigneur de Sainte-Maure, à l’occasion du mariage de Françoise de Rohan, fille de Renée du Fou et de Louis III de Rohan-Guéméné, son premier mari. Ces loyaux aides consistaient dans la cinquième partie de tout le revenu de la terre de Sepmes pendant la dernière année. Il fut marié avec Françoise de la Ferté avec qui il eut deux enfants, Jean et Jeanne.

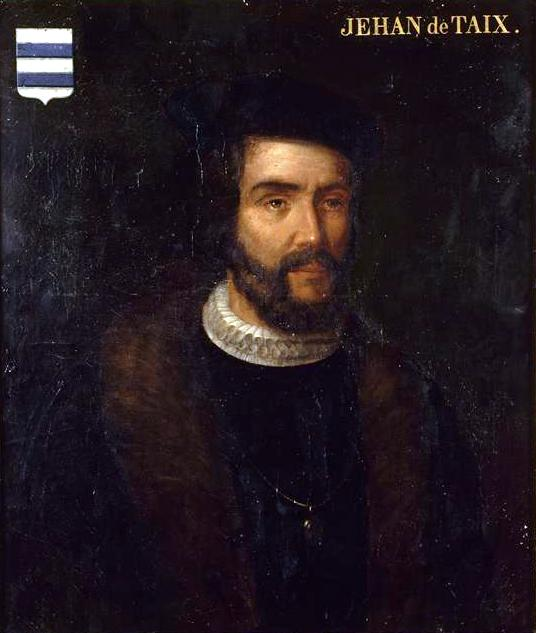
Jean de Thais (?-1553), avec son blason.

Le fils d’Aimery, Jean de Thais, hérita du château. Il vendit les seigneuries de Sepmes et de Fresnay à Pierre Strozzi et à son fils Philippe Strozzi, alors âgé de 9 ans, en février 1549. Jeanne de Thais, sa sœur, procéda à un retrait lignager à partir de 1552. Le château et les terres sont donc revenus à cette dernière, et par extension à Louis Brossin, seigneur de Méré, son mari. Louis était, tout comme Jean de Thais, chevalier de l’ordre du roi et capitaine-gouverneur de Loches. Il mourut en 1572 et fut inhumé dans l’église de Sepmes l’année suivante. En 1583, sa veuve obtint des lettres patentes qui instituaient cinq foires et un marché dans le bourg de Sepmes. La terre de Sepmes fut ensuite possédée par Jacques Brossin, fils de Louis. Marié à Suzanne de Rieux le 15 juin 1576, il eut un fils, Gilbert, qui mourut en 1590. C’est alors à son oncle, Claude Brossin de Méré, que la terre de Sepmes fut léguée. Au mois de mai 1588, la baronnie de Sainte-Maure, dont Sepmes était le vassal, fut unie à Montbazon par lettre d’érection en Duché. Les seigneuries de Sepmes et de Fresnay devinrent propriétés de la famille de Rohan au début du XVIIe siècle.

### Du XVIIe à nos jours
En 1702, ces seigneuries passèrent de la famille de Rohan à la Famille de Voyer de Paulmy d'Argenson. En 1789, la propriété appartenait à Marie-Marc-Aline de Voyer d’Argenson, dernière dame de Sepmes, et à Jeanne-Marie-Constance de Mailly d’Haucourt. Les procès-verbaux du château de Sepmes et de ses terres en 1799 permettent de constater l’état de délabrement avancé du château, qui ne semble cependant pas encore avoir été radicalement transformé dans sa distribution. Le château est vendu en 1863 par le Comte de Murat, mari de Marie Marc-Aline de Paulmy d’Argenson. « En 1868, Mme Granger Raguin fit des travaux, ce qui expliquerait peut-être les nombreuses ouvertures effectuées sur le château ou une partie des dépendances du XIXe siècle. »

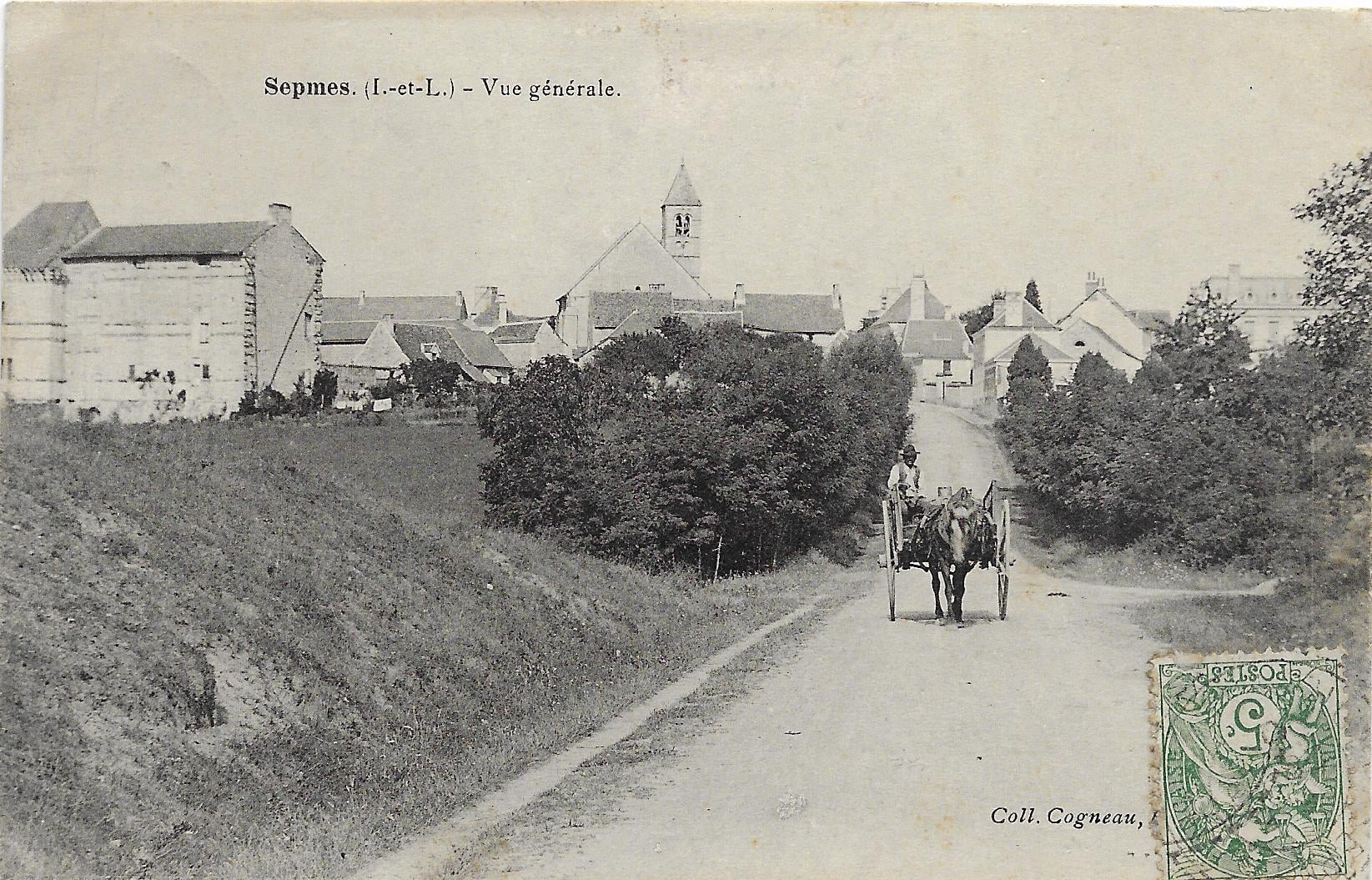
Sepmes et le château en ruine au début du XX

La première moitié du XXe siècle ne fut pas tendre avec le château : détériorations, usage en tant que poulailler, réserve, espace de stockage divers, voire prison pendant la première guerre mondiale. Le projet de construction d’un hangar par Raoul Bourgueil en 1948 est estimé « tolérable » par Bernard Vitry, architecte en chef des monuments historiques. Il a même été envisagé pendant un temps de détruire l’édifice, présenté comme de peu d’intérêt à l’exception de son escalier et de la cheminée du premier étage du pavillon, et trop délabré et trop coûteux en frais de restauration pour être acheté par l’Etat.
En 1929, M. J. Chevassu, alors propriétaire du château, décida de vendre en juin de cette année l’escalier du château à M. Adeline, un antiquaire de Nice. Edmond Rigaud, architecte en chef des monuments historiques, établit un rapport demandant le classement d’urgence, ce qui interrompit le dépeçage de l’escalier. La livraison des différents éléments de ce dernier n’a pas eu lieu. Grâce à cet acte, le château a pu ainsi être inscrit sur l’Inventaire Supplémentaire des Monuments Historiques le 6 janvier 1930. Une demande de classement de l’escalier a été tenté par M. Trouvelot en 1952, sans succès.
En 1973, le château est acquis par les actuels propriétaires de l’édifice et est, depuis lors, continuellement restauré.

## Extérieur

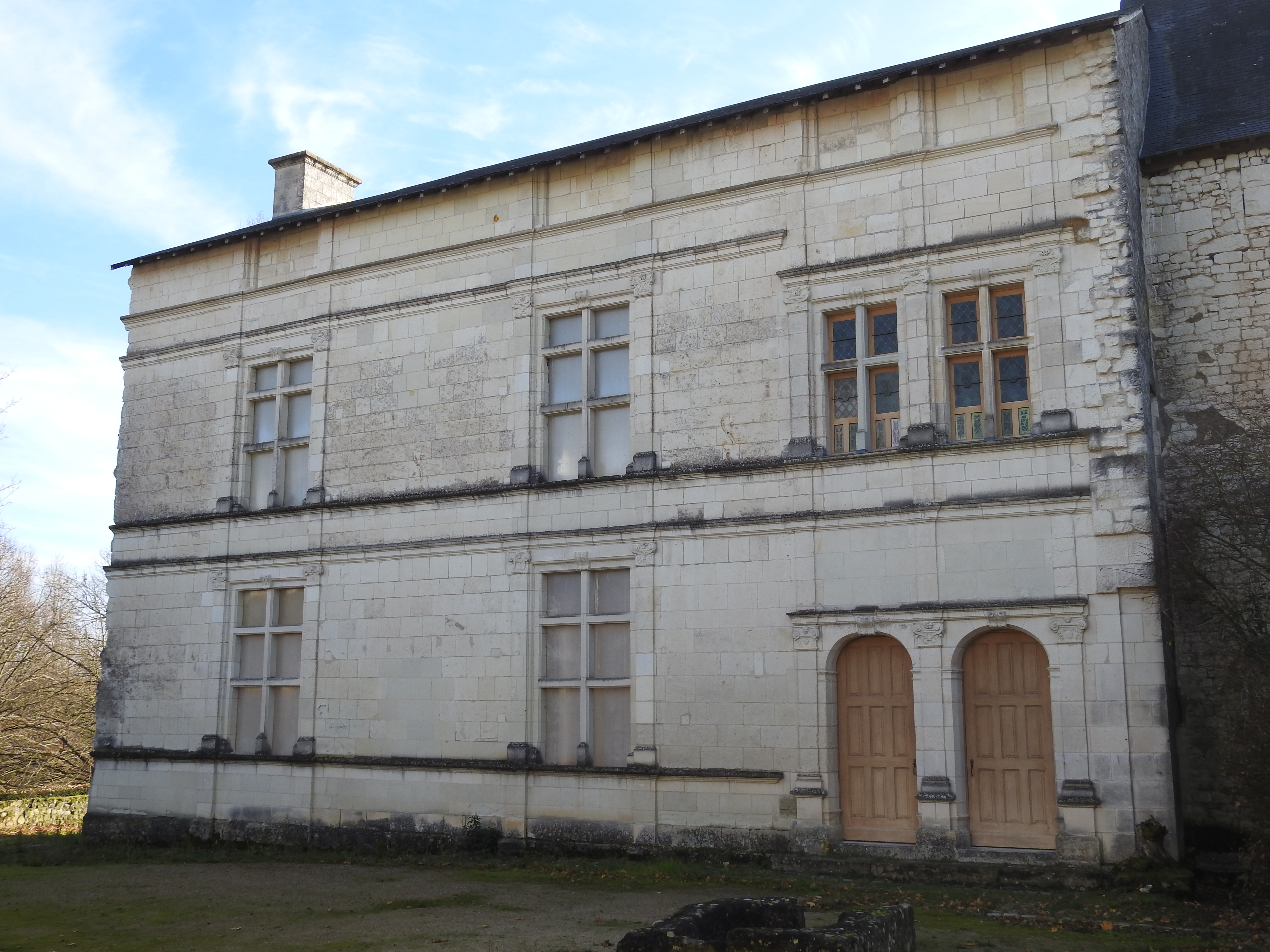
Façade nord du corps de logis du château de Sepmes

Le corps de logis s’articule en un corps principal et d’un pavillon flanqué à l’ouest. La façade sur cour rend compte de la distribution du château par ses ouvertures, soit un rez-de-chaussée, un premier et un second étage, ce dernier étant aujourd’hui tronqué. La travée de l’escalier est affirmée par les portes jumelles ainsi que par la différence de taille des croisées et les problèmes d’agencement des bandeaux moulurés. Le traitement de la façade est typique des constructions du premier quart du XVIe siècle : d’une part, par son « quadrillage blésois », soit une sorte de quadrillage constitué de « pilastres superposés croisant des doubles corps de moulures horizontaux », forme dont le nom vient de l’aile François Ier du château de Blois qui utilise ce procédé ; d’autre part, par ses chapiteaux typiques des années 1515-1520 que l’on retrouve dans les châteaux de Blois, Azay-le-Rideau ou encore Bonnivet.

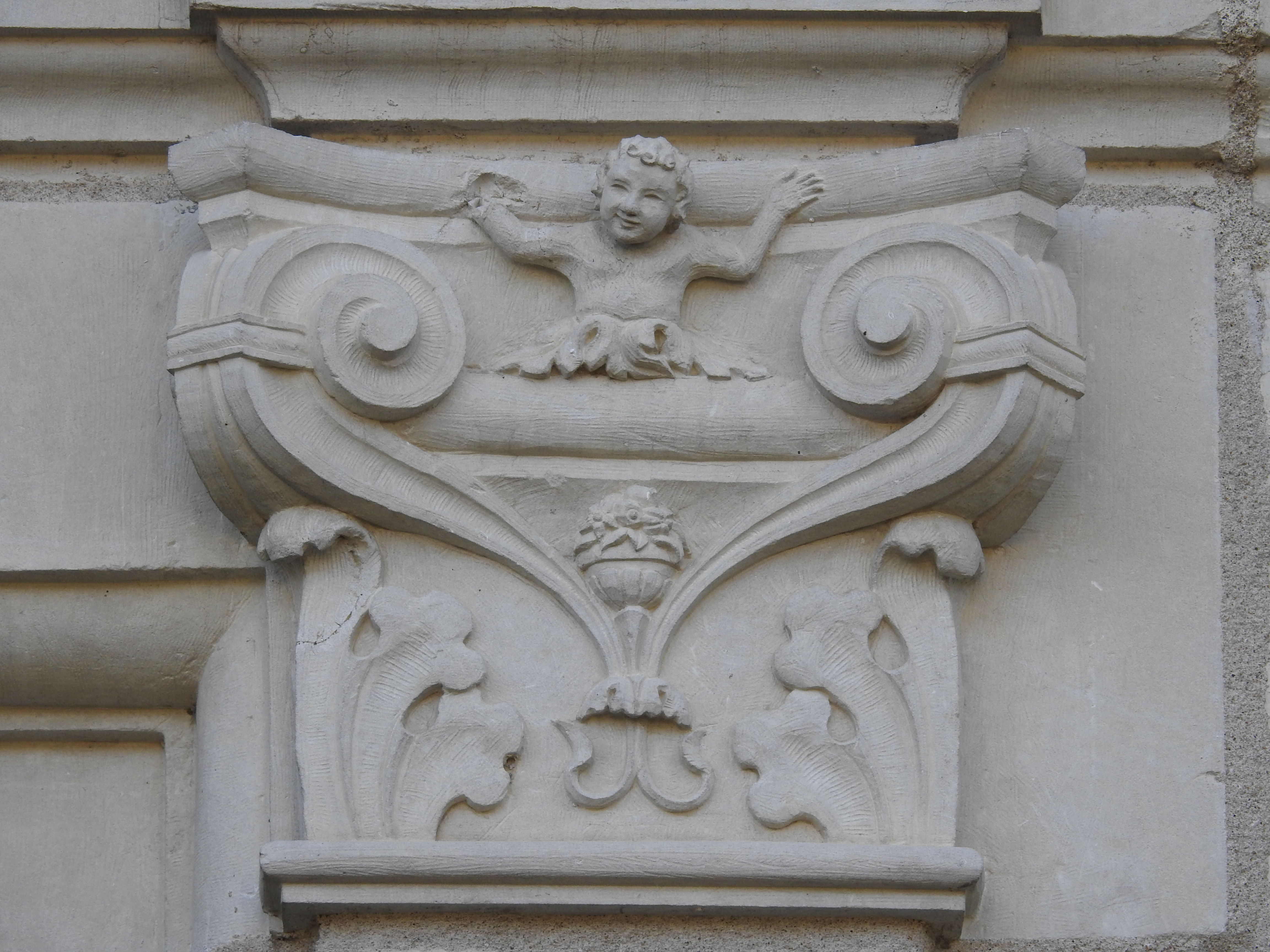
Chapiteau du château de Sepmes

La porte d’entrée, de la même manière que celle du château d’Azay-le-Rideau, ressemble à des arcs de triomphe romains. L’escalier rampe sur rampe, morceau de bravoure du château, est très semblable à celui d’Azay-le-Rideau : « mêmes rampes droites séparées par un mur d’échiffre, même couvrement de ces rampes par une double rangée de caissons portés sur arceaux en anse de panier, mêmes mains courantes terminées en crossette, surcreusées dans les murs. Les analogies s’étendent aux paliers couverts de deux travées de voûtes plates dallées portées sur arcs-diaphragmes croisés, retombant sur un pilastre habillant la tranche du mur d’échiffre. Toutefois, quelques différences sont à noter, comme le décor des caissons, moins variés à Sepmes, l’absence de clefs pendantes sauf sur les paliers et repos, et enfin pas de « loges » à claire-voie aux différents paliers de la façade sur cour.
Ces éléments italianisants cohabitent avec des éléments féodaux comme les mâchicoulis ornant la partie supérieure du pavillon, ainsi que par la volonté d’étirer en hauteur l’édifice, typique des constructions françaises.

## Intérieur
L’intérieur du château fut très mutilé depuis sa construction au XVIe siècle. Néanmoins il est possible d’attribuer une fonction aux différentes pièces encore en place. Le corps de logis possède deux grandes salles superposées, terminées par un niveau sous comble et le pavillon, deux chambres superposées également terminées par un niveau sous comble. Plus aucun mobilier n’est d’origine. L’élément de décor le plus marquant est la fresque peinte de la hotte de la cheminée de la chambre du 2ème étage du pavillon. L’interprétation n’est pas certaine mais il pourrait s’agir d’une interprétation des mythes d’Éole. Le décor est probablement plus récent que l’architecture de la cheminée, ce qui incite à l’attribuer à la famille Strozzi et non à Jean de Thais comme c’était le cas jusqu’à présent. La devise « CONCORDIA FRATRUM » est inscrite en lettres dorées sur le manteau de la cheminée. Il est probable qu’elle soit en rapport avec la scène figurative au-dessus, montrant un lien de parenté et de proximité entre deux frères.

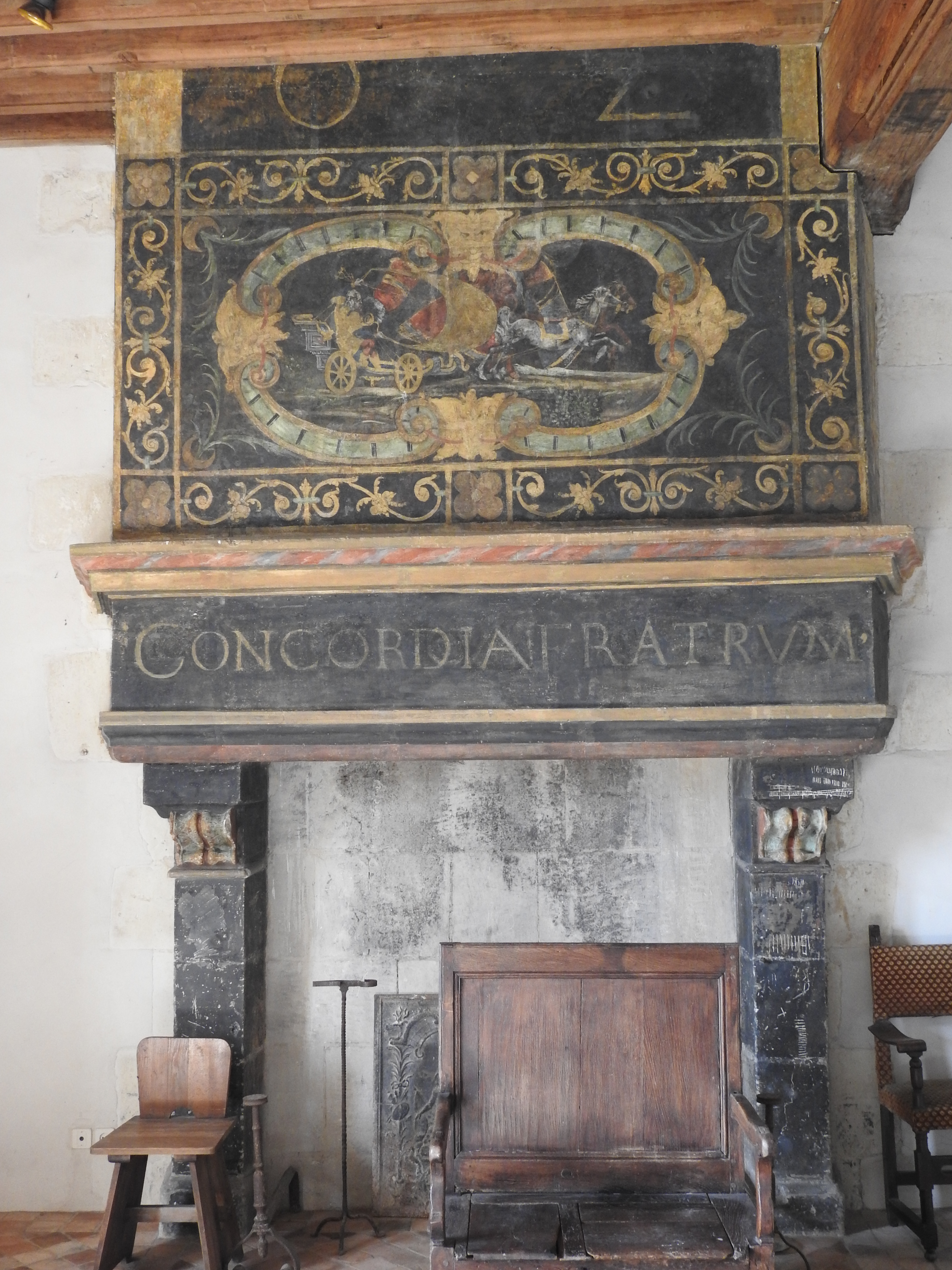
Cheminée
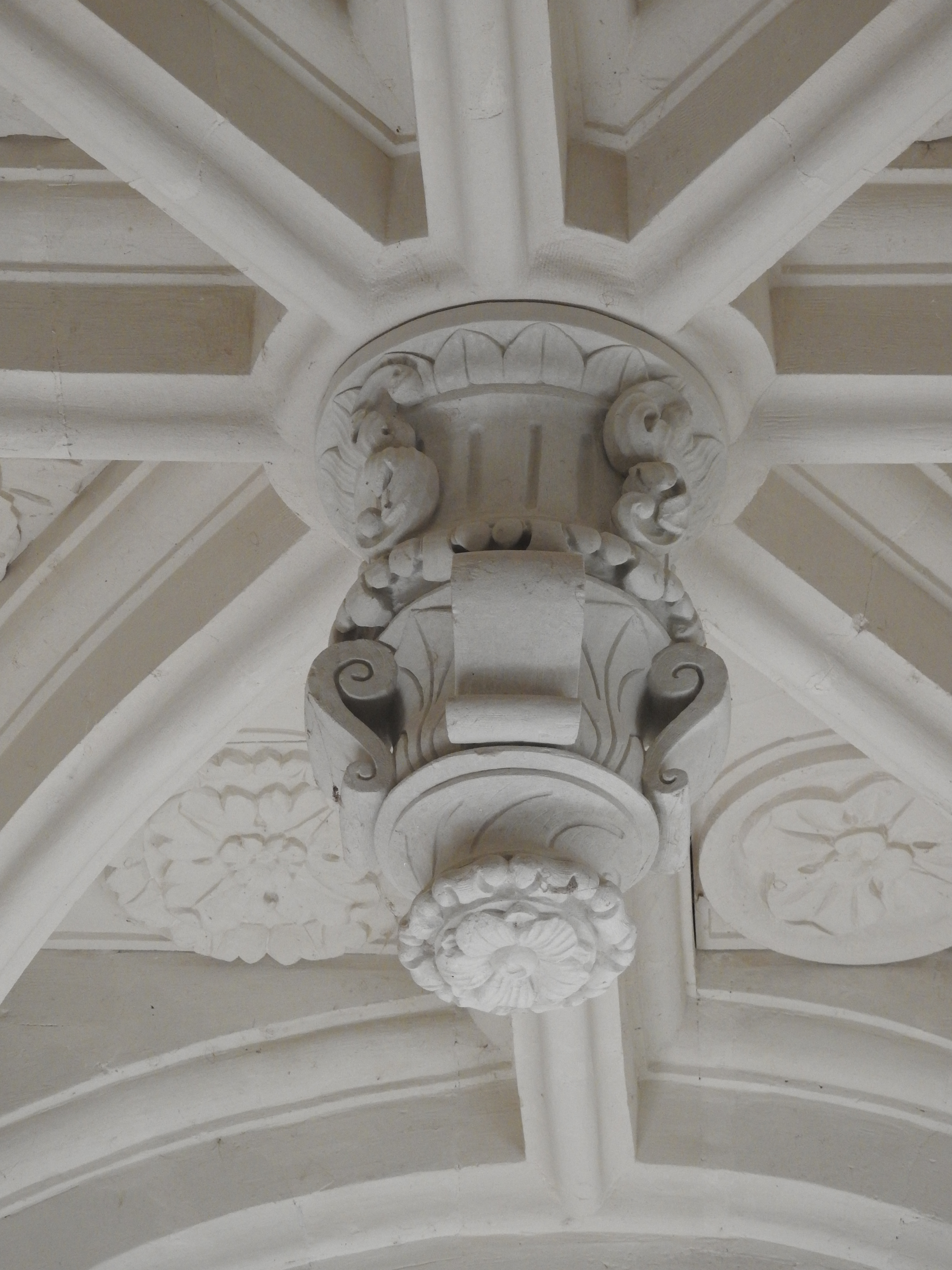
Clef pendante
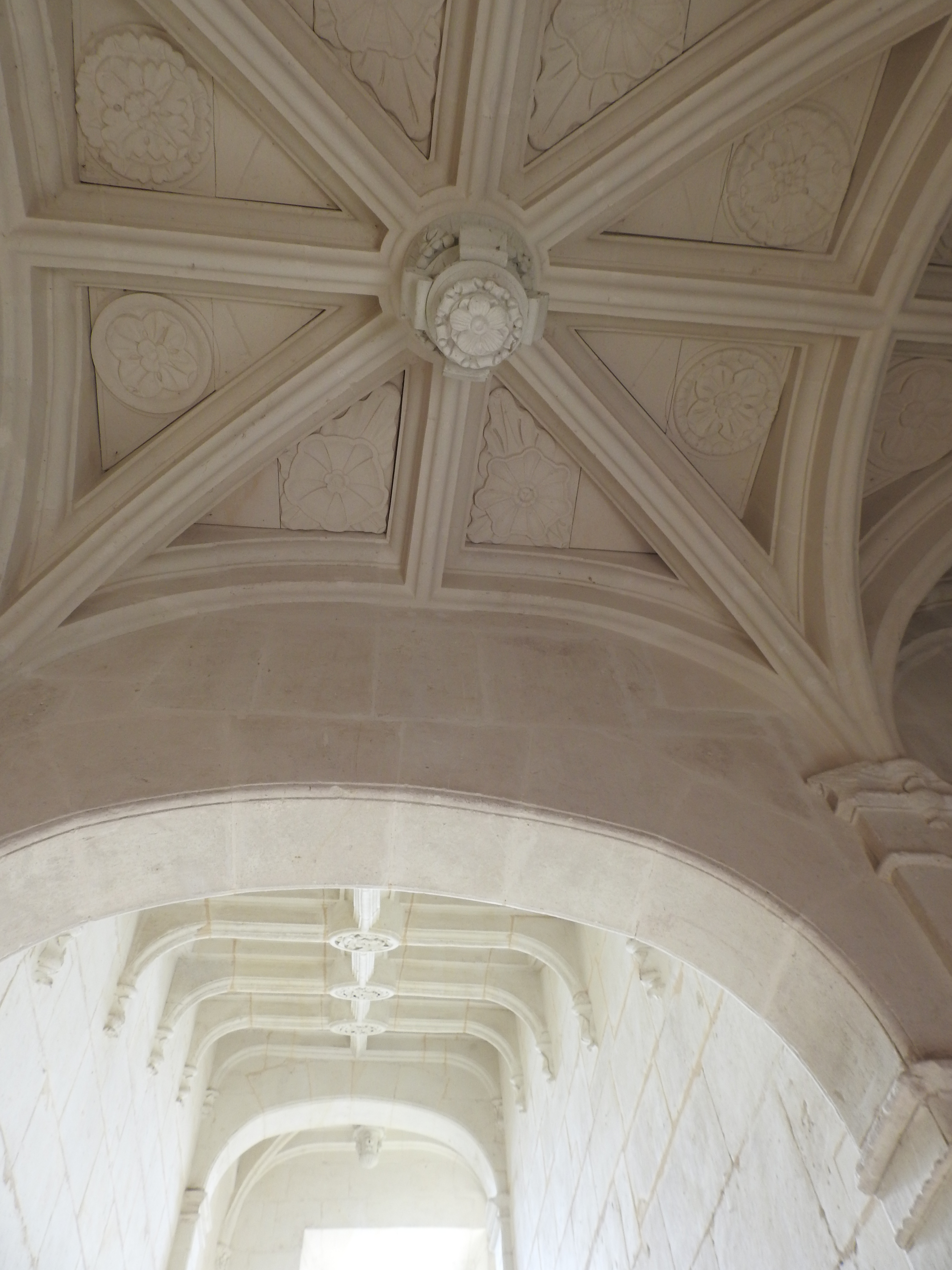
Escalier
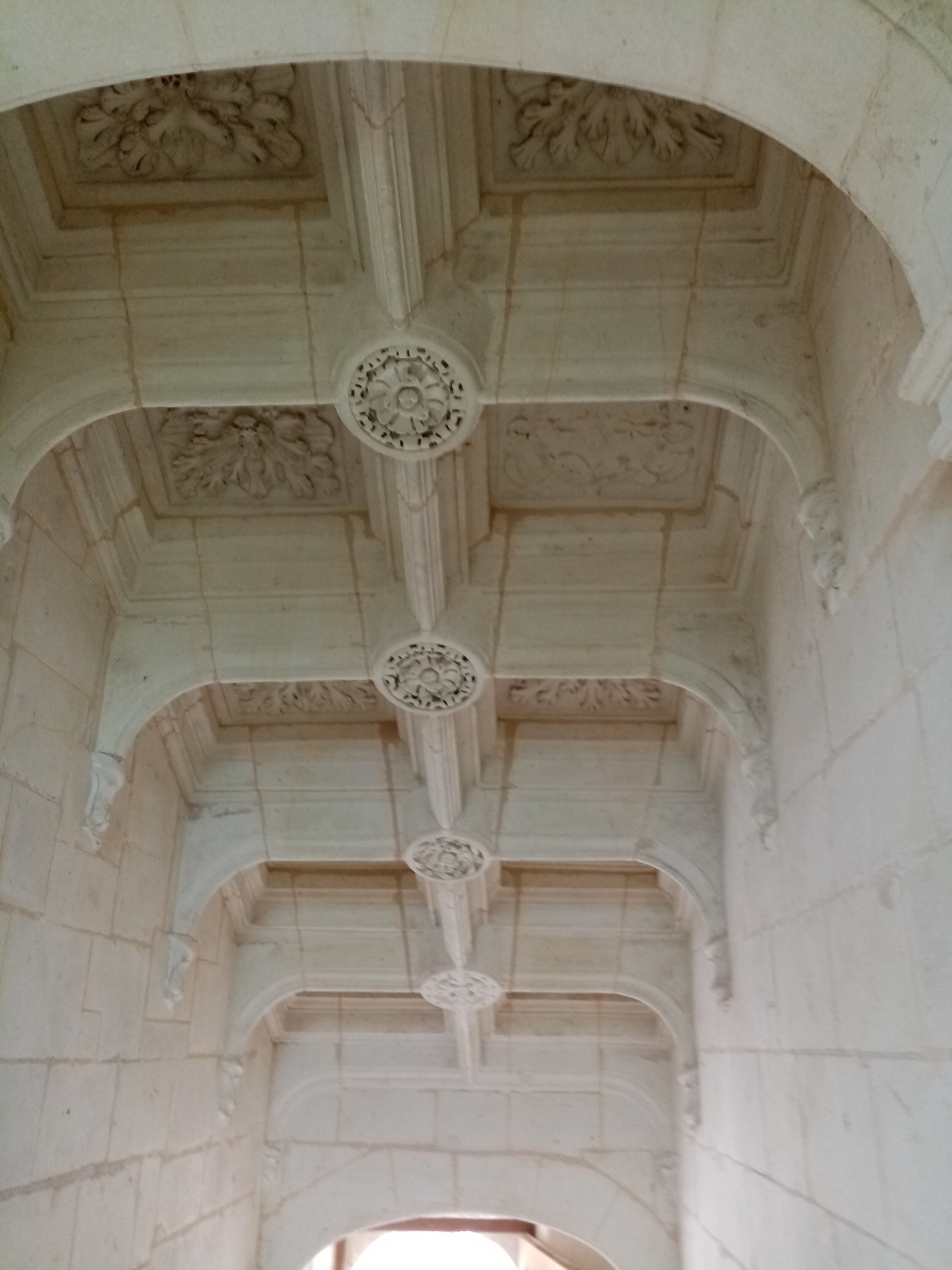
Plafond à caissons de l'escalier.

## Iconographie

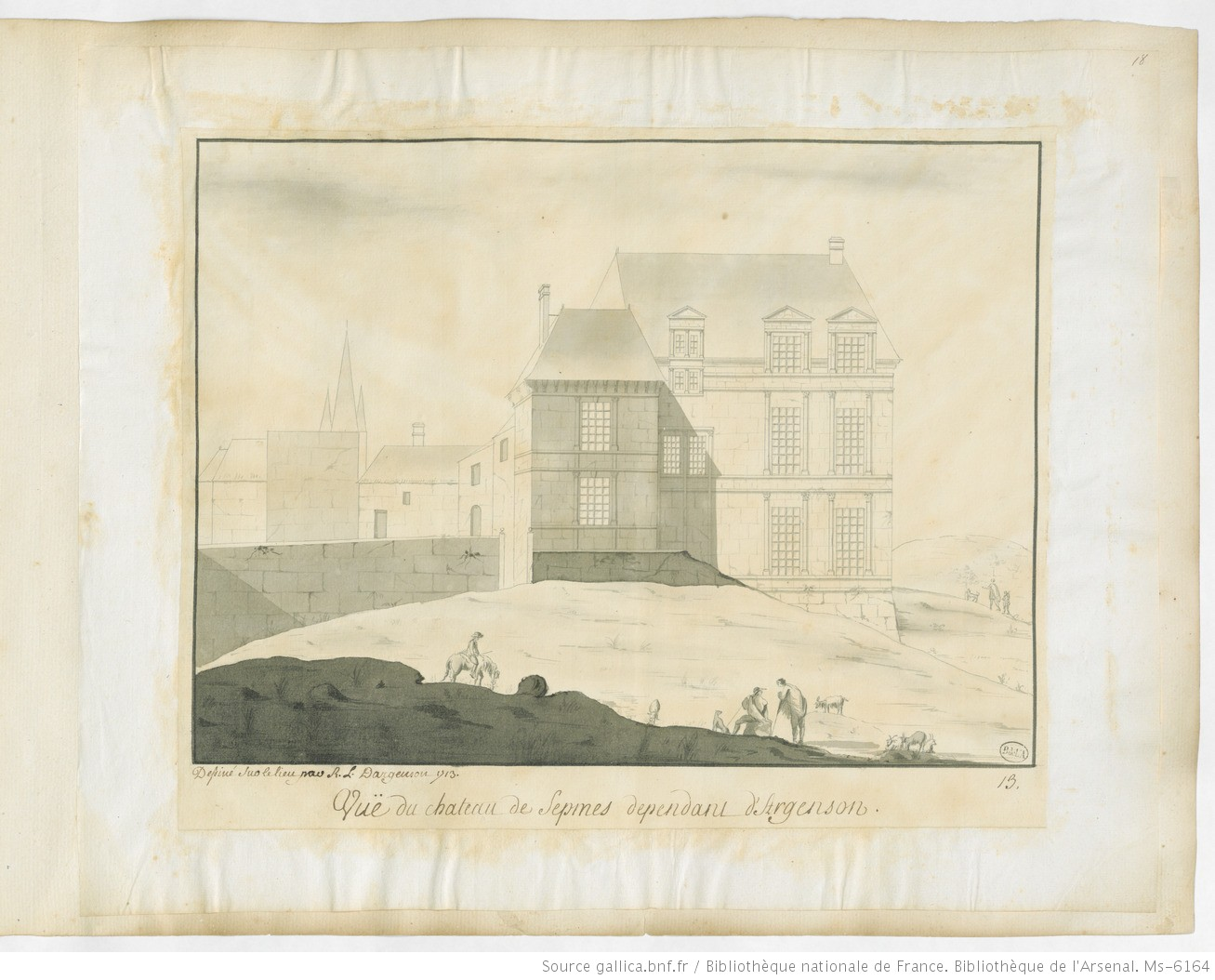
Dessin du Chateau de Sepmes par le Marquis d'Argenson, seigneur de Sepmes, en 1713

Deux dessins du château furent réalisés par René-Louis de Voyer, marquis d’Argenson, en 1713. Ils sont intitulés « Vue du château de Sepmes dépendant d’Argenson, dessiné sur le lieu par R. L. Dargenson ». Ces dessins font partie d’un ensemble plus large. En effet le marquis a dessiné nombre d’édifices et de châteaux, tous étant dans l’escarcelle familiale, dessins qu’il a réunis dans une œuvre topographique.

## Protection
Le château a tout d’abord été inscrit sur l’inventaire supplémentaire des monuments historiques le 6 janvier 1930, pour être finalement classé parmi les monuments historiques le 26 mai 1977.
Fiche Mérimée : PA00098112.
Le château et ses abords ne sont pas ouverts à la visite.